# უ
Das Un (უ) ist der 20. Buchstabe des georgischen Alphabets. Der Buchstabe stellt den Laut [⁠ʊ⁠] dar und wird im Deutschen mit dem Buchstaben U transkribiert.
Heute wird im Mchedruli-Alphabet nur noch das უ verwendet. Im historischen Chutsuri-Alphabet gab es noch den Großbuchstaben Ⴓ; das kleingeschriebene Pendant dazu war das ⴓ.
Es war keinem Zahlenwert zugeordnet.

## Zeichenkodierung
Das Un ist in Unicode an den Codepunkten U+10E3 (Mchedruli) bzw. U+10B3 (Chutsuri-Großbuchstabe) und U+2D13 (Chutsuri-Kleinbuchstabe) zu finden.